# Wendell Cushing Neville
Wendell Cushing Neville, ameriški general marincev, * 12. maj 1870, Portsmouth, Virginija, ZDA, † 8. julij 1930, Edgewater Beach, Maryland. 

## Življenjepis
Leta 1886 je vstopil v Pomorsko akademijo ZDA (Annapolis, Maryland), samo zaradi tega, ker se nihče drug iz njegovega okrožja ni odločil za to možnost. Leta 1890 je zaključil šolanje; po dvoletnem služenju na krovu bojne ladje, je bil sprejet v Korpus mornariške pehote Združenih držav Amerike kot poročnik.
Ob izbruhu špansko-ameriške vojne je bil dodeljen 1. bataljonu, ki mu je poveljeval podpolkovnik Robert W. Huntington in bil napoten na Kubo. Tu se je izkazal v bitki za Guantanamo Bay, zakar je prejel Brevet Medal, takrat najvišje marinsko odlikovanje in bil povišan v poljski čin stotnika. 
Nekaj mesecev po vojni je postal poveljnik marinskega bataljona, ki je bil poslan na Kitajsko, da okrepi tamkajšno posadko med boksarsko vstajo. 
Nato je bil poslan na Filipine, kjer je bil postavljen za vojaškega guvernerja provice Basilin. Naslednje dolžnosti je opravljal na Kubi, v Nikaragvi, Panami in na Havajih. Med poveljevanjem pri izkrcanju pri Vera Cruzu (Mehika) 21. aprila 1914 je izkazal izjemno obnašanje, zakar je prejel medaljo časti.
Spet je bil poslan na Kitajsko, kjer je poveljeval mešani zavezniški enoti v Pekingu. Tu je ostal do 1917, nakar se je vrnil v ZDA in bil nato poslan v Francijo.
1. januarja 1918 je postal poveljnik 5. marinskega polka, ki ga je vodil med bitko za Belleau Wood. Julija istega leta je postal poveljnik 4. marinske brigade, ki ji je poveljeval v zaključnih bojih prve svetovne vojne in med okupacijo Nemčije; domov se je vrnil julija 1919.
Marca 1920 je bil povišan v generalmajorja in postavljen na mesto pomočnika komandanta. Pozneje je postal poveljujoči general Oddelka za Pacifik (San Francisco) in marinske vojašnice Quantico (Virginija).
5. marca 1929 je postal komandant Korpusa mornariške pehote Združenih držav Amerike; to delo je opravljal do 8. julija 1930, ko je nepričakovano umrl v Edgewater Beachu (Maryland). Pokopan je na pokopališču Arlington.

## Odlikovanja
- medalja časti
- Brevet Medal
- Army Distinguished Service Medal;
- Navy Distinguished Service Medal;
- križ legije časti;
- pet Croix de Guerre s tremi zvezdami in dvema palmama;
- 5 omemb (Citation);
- 8 kampanjskih in ekspedicijskih medalj.

## Napredovanja
- 1892 - poročnik
- ? - nadporočnik
- ? - poljski čin stotnika
- ? - stotnik
- ? - major
- ? - podpolkovnik
- ? - polkovnik
- ? - brigadni general
- marec 1920 - generalmajor